# 영락고등학교
영락고등학교(永樂高等學校)는 대한민국 서울특별시 관악구 봉천동에 있는 사립 고등학교이다.

## 학교 연혁
- 1952년 6월 10일 : 영락교회에서 학교 모체인 성경구락부 중등부 개설
- 1953년 1월 30일 : 영락고등공민학교 설립인가
- 1959년 1월 22일 : 학교법인 영락학원 설립 (초대 이사장 한경직 목사)
- 1961년 10월 1일 : 제2대 교장 백상용 장로
- 1967년 2월 28일 : 응암동 교사로 이전
- 1981년 1월 31일 : 봉천동 교사로 이전
- 1982년 10월 12일 : 영락상업고등학교를 영락고등학교(주간 인문, 야간 상과)로 변경 인가
- 1984년 11월 20일 : 교실 11개 증축 (427평)
- 1990년 10월 15일 : 대강당 및 상과교실준공(1430평)
- 2000년 6월 17일 : 별관 교실 4개 신축 (474.38m2)
- 2006년 3월 24일 : 도서관 개보수
- 2018년 4월 9일 : 제7대 이사장 김운성 목사 취임
- 2022년 6월 10일 : 영락학원 개교 70주년 기념행사
- 2023년 2월 21일 : 경천관 준공
- 2024년 9월 1일 : 제13대 장호 교장 취임
- 2025년 2월 5일 : 제68회 졸업식(졸업생 누적 15,600명)

## 참고 자료
- 영락고등학교 - 한국교육학술정보원 학교알리미